# Bolesław Krajewski
Bolesław Krajewski (ur. 13 grudnia 1895 w Książu, zm. 26 czerwca 1944 w Poznaniu) – rotmistrz Wojska Polskiego, kawaler Orderu Virtuti Militari.

## Życiorys
Urodził się 13 grudnia 1895 w Książu, w ówczesnym powiecie śremskim Prowincji Poznańskiej, w rodzinie Marcina i Antoniny z Ratajskich . W 1913 ukończył sześć klas gimnazjum w Poznaniu.
6 sierpnia 1914 został powołany do armii niemieckiej i wcielony do 10 pułku ułanów. Do maja 1915 walczył na froncie wschodnim, do września 1917 na froncie zachodnim, gdzie został trzykrotnie ranny i następnie do 15 listopada 1918 na froncie serbskim. Od 28 grudnia 1918 jako członek straży obywatelskiej w Nowym Mieście nad Wartą wziął czynny udział w powstaniu wielkopolskim. 7 lutego 1919 wstąpił jako ochotnik do 1 pułku ułanów wielkopolskich, późniejszego 15 pułku ułanów. W szeregach tej formacji walczył na wojnie z bolszewikami. Wyróżnił się 22 maja 1920 pod wsią Stefanów nad Berezyną, gdzie w ataku 4. szwadronu na bolszewicki 65 pułk strzelców porwał za sobą ułanów i w walce na białą broń zdobył karabin maszynowy.
Od 4 sierpnia 1921 do 7 lipca 1922 był uczniem kursu unitarnego (klasy 41 i 44) w Szkole Podchorążych w Warszawie. Następnie został skierowany do Oficerskiej Szkoły Jazdy w Grudziądzu. 14 września 1923 prezydent RP mianował go podporucznikiem z dniem 1 września 1923 i 11. lokatą w korpusie oficerów jazdy, a minister spraw wojskowych wcielił do 25 pułku ułanów w Prużanie. 21 grudnia 1925 prezydent RP nadał mu stopień porucznika z dniem 1 września 1925 w korpusie oficerów kawalerii i 8. lokatą. W 1931 ukończył kurs dowódców plutonów pionierów w Centrum Wyszkolenia Saperów w Modlinie. W listopadzie tego roku został przeniesiony z macierzystego pułku do 6 szwadronu pionierów w Stanisławowie na stanowisko pełniącego obowiązki dowódcy szwadronu. 12 marca 1933 prezydent RP nadał mu stopień rotmistrza z dniem 1 stycznia 1933 i 34. lokatą w korpusie oficerów kawalerii. W czerwcu 1933 został zatwierdzony na stanowisku dowódcy szwadronu. Na czele tego pododdziału walczył w kampanii wrześniowej 1939. Został ranny w obronie Warszawy.
W czasie okupacji niemieckiej mieszkał w Warszawie przy ul. Żurawiej . W kwietniu 1943 został zatrzymany i osadzony w Forcie VII w Poznaniu . Skazany w procesie na karę śmierci . Wyrok został wykonany 26 czerwca 1944 w więzieniu przy ul. Młyńskiej w Poznaniu .
Był żonaty, miał córkę Donatę Marię (ur. 10 grudnia 1926) i syna Andrzeja Witolda (ur. 28 czerwca 1928).
Został upamiętniony tabliczką przy Pomniku Polskiego Państwa Podziemnego w Poznaniu .

## Ordery i odznaczenia
- Krzyż Srebrny Orderu Wojskowego Virtuti Militari nr 3985 – 30 czerwca 1921[30][31][2][32]
- Krzyż Walecznych czterokrotnie[2][33][34][35]
- Srebrny Krzyż Zasługi[2]
- Medal Pamiątkowy za Wojnę 1918–1921[36]
- Medal Dziesięciolecia Odzyskanej Niepodległości[36]

21 czerwca 1938 Komitet Krzyża i Medalu Niepodległości odrzucił wniosek o nadanie mu tego odznaczenia.